# Ilya Khrzhanovsky
Ilya Khrzhanovsky (em russo: Илья́ Андре́евич Хржановский; Moscou, 11 de agosto de 1975) é um diretor de cinema russo. Ele é filho de Andrei Khrzhanovsky, um dos principais diretores de animação russos, e neto do artista e ator Yury Khrzhanovsky.

## Biografia
Educado na Academia de Belas Artes de Bonn e Instituto Gerasimov de Cinematografia, a estreia diretorial de Khrzhanovsky foi a produção de That Which I Feel (em russo: «То, что чувствую») no Kukart Festival em Peterhof em 1997.
Entre 1998 e 2002, trabalhou como diretor e produtor em publicidade comercial. Também era o produtor responsável do projeto de um canal de TV russo The List of Lovers of the Russian Federation, uma série dirigida pelos principais diretores de filmes russos. Em 2003, o projeto participou do Berlin International Film Festivalprogram, bem como em outros festivais de filmes, tanto russos como internacionais.